# Conservateur alimentaire
Pour les articles homonymes, voir Conservateur.
Un conservateur alimentaire ou agent de conservation est un additif alimentaire qui améliore la conservation d'un aliment.

## Types

### Conservateurs historiques
Ces conservateurs imaginés et améliorés avant l'apparition de l'industrie chimique sont encore utilisés de nos jours, parfois pour leurs caractéristiques gustatives :

### En phase liquide
- l'alcool. Les qualités organoleptiques originelles et les vitamines sont perdues, comme pour les fruits confits. Cette méthode est utilisée surtout pour les fruits.
- Conservation en milieu acide comme le vinaigre. L'acidité modifie l'apparence, la texture, diminue le goût et augmente le nombre de vitamines (exemples : cornichons, oignons... auxquels on peut ajouter des colorants et du sel pour en relever la saveur et l'apparence) ;
- l'huile (tomates séchées à l'huile...) ;
- l'eau de chaux.

### En phase solide
- la graisse (confit de canard...) ;
- le sel à sec (salaison) ou en saumure (saumurage) ou utilisation du salpêtre (maintenant les sulfites). L'aliment salé, dur et décoloré, doit être dessalé avant sa consommation. Cette technique qui permet de diminuer l'activité de l'eau est utilisée surtout pour les poissons et les viandes (charcuterie...) ;
- le sucre (sucrage). Le sucre étant très hygroscopique, il ne permet pas aux bactéries de se développer. Cette méthode est utilisée surtout pour les fruits (confiture, sirop...).

### En phase gazeuse
- la fumée. Le fumage dit aussi fumaison et le boucanage permettent de sécher l'aliment et les composés chimiques (en phase solide mais volatils) dans la fumée jouent un rôle d'antiseptique. Cette technique est utilisée pour les poissons et viandes.

## Additifs conservateurs
Substances classées comme additifs alimentaires, souvent issues de l'industrie chimique :

### Substancesminérales
- nitrates et nitrites (E249-E252) ;
- sulfites (E221-E228) ;
- anhydride sulfureux (E220) ;
- peroxyde d'hydrogène ;
- colorant.

### Substances organiques
- acide sorbique (E200) ;
- acide benzoïque (E210) ;
- acide fumarique (E297) ;
- erythorbate de sodium (E316) ;
- parabènes (E214-E219) ;
- dicarbonate de diméthyle (E242).